# Mamadou Diallo
Mamadou Diallo (Bamako, Malí, 17 de abril de 1982) es un exfutbolista maliense. Jugaba de delantero y su último equipo fue Royale Union Saint-Gilloise de la Jupiler League de Bélgica. Tiene 114 goles en clubes y 10 internacionalmente.

## Selección nacional
Ha sido internacional con la Selección de fútbol de Malí, ha jugado 41 partidos internacionales y ha anotado 10 goles. Su momento más recordado fue cuando estuvo en el Nantes ya que fue importante para que el equipo no descienda

## Clubes
| Club                        | País                   | Año       |
| --------------------------- | ---------------------- | --------- |
| Centre Salif Keita          | Malí                   | 2003-2004 |
| USM Alger                   | Argelia                | 2004-2005 |
| FC Nantes                   | Francia                | 2005-2007 |
| Qatar SC                    | Catar                  | 2007-2009 |
| Al-Jazira Club              | Emiratos Árabes Unidos | 2009-2010 |
| Le Havre AC                 | Francia                | 2010-2011 |
| CS Sedan                    | Francia                | 2012-2014 |
| Stade Lavallois             | Francia                | 2014-2016 |
| AFC Tubize                  | Bélgica                | 2016-2018 |
| Royale Union Saint-Gilloise | Bélgica                | 2018      |